# Сассен, Саския
Саския Сассен (Сассен-Куб, Сассен-Кооб; нидерл. Saskia Sassen, нидерл. Saskia Sassen-Koob; р. 5 января 1947, Гаага, Нидерланды) — американский социолог и экономист, известная своими исследованиями глобализации, международной миграции и урбанистики. Автор понятий глобальный город и centralities, а также концепции денационализации и транснационализации. Профессор социологии кафедры имени Ральфа Льюиса (Ralph Lewis Professor of Sociology) Чикагского университета и приглашённый профессор (Centennial Visiting Professor of Political Economy) факультета социологии Лондонской школы экономики и политических наук. Профессор социологии Колумбийского университета. Замужем за социологом Ричардом Сеннеттом.

## Биография
Выросла в Буэнос-Айресе, куда её родители переехали в 1950 году[уточнить]. Её отец, Виллем Сассен, был известным голландским эсэсовцем и был вынужден бежать в Аргентину в 1948 году после того, как было раскрыто, что он не является евреем Альбертом Десметом, под чьим именем он скрывался после войны. В годы войны он был корреспондентом на Восточном фронте, но в 1944 году вернулся на родину после ранения. Из Нидерландов он бежал в Бельгию, оттуда в Аргентину, а на склоне жизни был вынужден бежать в Чили.
В Аргентине Сассен сделал карьеру, в частности, именно он взял интервью у Адольфа Эйхмана. Позднее он работал советником Эвы Перон. В 2005 году Саския Сассен заявила, что в послевоенные годы её отец сотрудничал с израильской разведкой Моссад.
Часть юности провела в Италии. С 1966 года училась философии и политологии в Университете Пуатье (Франция), Universita degli Studi di Roma (Рим) и Университете Буэнос-Айреса, а с 1969 года училась социологии и экономике в университете Нотр-Дам (Индиана, США), где получила степени магистра (1971) и доктора философии (Ph. D., 1974). Также получила степень магистра философии в Университете Пуатье (1974).
В своих работах 1980-х и 1990-х годов занималась социологией города, урбанистикой. Исследовала последствия процессов глобализации.
Автор терминов «глобальный город» (global city) и «centralities». Разрабатывает концепции «денационализации» (denationalization) и «транснационализации» (transnationalism). Работы Сассен переведены, по меньшей мере, на четырнадцать языков. Сассен — член жюри международного конкурса на парк в Зарядье.

## Награды и звания
Член Комитета по народонаселению Национальной академии наук США (секция городских исследований), а также член Совета по международным отношениям и председатель Комитета по информационным технологиям, международной кооперации и глобальной безопасности Совета по исследованиям в области социальных наук (США).
Член Программного комитета Исполнительного комитета Международной социологической ассоциации, занимающегося планированием XVII Всемирного социлогогического конгресса (Гётеборг, 2010).
Имя Саскии Сассен было в списке шести претендентов на пост Президента Международной социологической ассоциации на последнем XVI Всемирном социологическом конгрессе (2006; Дурбан, ЮАР). Избрана не была.
Премия принца Астурийского по общественным наукам (2013).

### Русская библиография
- Сассен С. Приведение глобальной экономики в действие: роль национальных государств и частных факторов // Международный журнал социальных наук. — 2000. — N 28. — С. 167—175.
- Сассен С. Утрата контроля? // Гендер и глобализация: теория и практика международного женского движения / Под общей редакцией Е. Баллаевой. — М.: МЦГИ — ИСЭПН РАН, 2003. — 292 с.
- Сассен С. Когда города значат больше, чем государства (недоступная ссылка) // Новое время. — 2003. — № 43.
- Сассен C. Обманчивый лик европейской миграции // Деловая неделя. — Киев, 2004. — № 51. (30 декабря 2004 — 5 января 2005).
- Сассен С. Две остановки в новой современной глобальной географии: формирование новой рабочей силы и режимов занятости // Постфордизм: концепции, институты, практики / Под ред. М. С. Ильченко, В. С. Мартьянова. — М.: Политическая энциклопедия, 2015.
- Игрицкий Ю. Рецензия на Сассен С. Потеря контроля?: Суверенитет в век глобализации. Нью-Йорк, 1996 // Pro et contra. — Том 4, 1999. — № 4, Осень. — С. 222—227.
- Портес А., Сассен-Куб С. Сотворение нелегальности: сравнительные материалы о неформальном секторе в рыночной экономике стран Запада (Ю. В. Латов) // Экономическая теория преступлений и наказаний. Реферативный журнал. — М.: РГГУ, 2000. — Выпуск 2. Неформальный сектор экономики за рубежом / Под ред. Л. М. Тимовева, Ю. В. Латова.
- Левченко, Э. Россия — часть глобальной истории  (недоступная ссылка с 13-05-2013 [4461 день]) [интервью с С. Сассен] // Экономика и время. — СПб., 2003. — № 21. 9 июня.
- Слука, Н. А. Градоцентрическая модель мирового хозяйства. — М., Пресс-Соло, 2005. — 168 с.

### Английская библиография (книги)
- Territory, Authority, Rights: From Medieval to Global Assemblages (Princeton: Princeton University Press, May 2006) ISBN 0-691-09538-8.
- Elements for a Sociology of Globalization [or A Sociology of Globalization] (W.W. Norton, forthcoming 2006) ISBN 0-393-92726-1.
- Cities in a world economy (Thousand Oaks, Calif. : Pine Forge Press, 2006) updated 3rd ed., original 1994; Series: Sociology for a new century, ISBN 1-4129-3680-2.
- Digital Formations: IT and New Architectures in the Global Realm, eds. Robert Latham and Saskia Sassen (Princeton: Princeton University Press, 2005) ISBN 0-691-11986-4, ISBN 0-691-11987-2.
- Global networks, linked cities, ed. Saskia Sassen (New York : Routledge, 2002) ISBN 0-415-93162-2, ISBN 0-415-93163-0.
- Guests and aliens (New York: New Press, 1999) ISBN 1-56584-608-7.
- Cities : between global actors and local conditions (College Park, MD. : Urban Studies and Planning Program, University of Maryland, c1999) «The 1997 Lefrak monograph».
- Globalization and its discontents. Essays on the New Mobility of People and Money (New York: New Press, 1998), ISBN 1-56584-518-8.
- Losing control? Sovereignty in An Age of Globalization (New York: Columbia University Press, 1996) Series : University seminars — Leonard Hastings Schoff memorial lectures, ISBN 0-231-10608-4.
- Transnational economies and national migration policies (Amsterdam : Institute for Migration and Ethnic Studies, University of Amsterdam, 1996) ISBN 90-5589-038-3.
- The Global City: New York, London, Tokyo (Princeton: Princeton University Press, 1991) 1st ed. ISBN 0-691-07063-6.
- The global city : New York, London, Tokyo (Princeton : Princeton University Press, 2001) updated 2d ed., original 1991; ISBN 0-691-07063-6. [see forward]
- [with Smith, Robert] Post-industrial employment and third world immigration : casualization and the new Mexican migration in New York (New York, N.Y. : Columbia University, Institute of Latin American and Iberian Studies, 1991) Series : Papers on Latin America #26.
- The Mobility of Labor and Capital. A Study in International Investment and Labor Flow (Cambridge: Cambridge University Press, 1998) ISBN 0-521-38672-1.
- [as Sassen-Koob, Saskia] Non-dominant ethnic populations as a possible component of the U.S. political economy : the case of blacks and Chicanos (Dissertation, Ph.D., University of Notre Dame, 1974).
- [as Sassen-Koob, Saskia] Social stratification, ethnicity and ideology : Anglos and Chicanos in the United States (Thesis, M.A., University of Notre Dame, 1971).